# Didymobothrium rudolphii
Didymobothrium rudolphii is een lintworm (Platyhelminthes; Cestoda). De worm is tweeslachtig. De soort leeft als parasiet in andere dieren.
Het geslacht Didymobothrium, waarin de lintworm wordt geplaatst, wordt tot de familie Acrobothriidae gerekend. De wetenschappelijke naam van de soort werd voor het eerst geldig gepubliceerd in 1922 door Nybelin.